# بيورن بورغن
بيورن بورغن (بالنرويجية البوكمول: Bjørn Borgen)‏ هو مدرب كرة قدم ولاعب كرة قدم نرويجي، ولد في 22 سبتمبر 1937 في فريدريكستاد في النرويج، وتوفي بنفس المكان في 18 نوفمبر 2015. شارك مع منتخب النرويج تحت 19 سنة لكرة القدم ومنتخب النرويج تحت 21 سنة لكرة القدم ومنتخب النرويج لكرة القدم. أما مع النوادي، فقد لعب مع نادي فريدريكستاد ونادي لين.

## وصلات خارجية
- بيورن بورغن على موقع اتحاد النرويج (النرويجية)
- بيورن بورغن على موقع قاعدة بيانات كرة القدم.إي يو (الإنجليزية)
- بيورن بورغن على موقع ناشيونال فوتبول تيمز (الإنجليزية)
- بيورن بورغن على موقع Soccerway.com (الإنجليزية)
- بيورن بورغن على موقع عالم كرة القدم.نت (الإنجليزية)